# TIMS

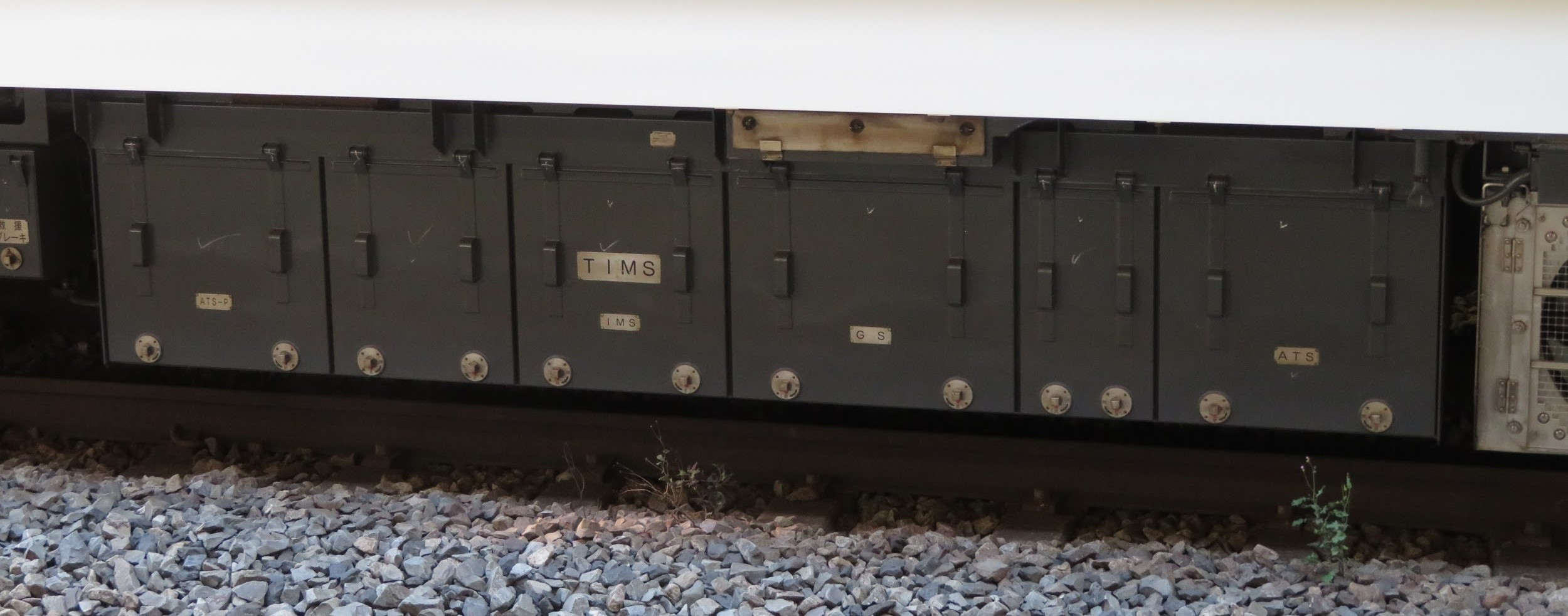
JR東日本E259系電車先頭車床下のTIMS箱。IMSプレート（TIMSプレートの下）がある区画にTIMS端末装置が格納されている。

TIMS（Train Information Management Systemの略、ティムスと読む）とは、列車情報管理システムのことで、東日本旅客鉄道（JR東日本）と三菱電機が共同で開発している制御伝送装置の一つ。車両の力行やブレーキ及び駐車ブレーキ、出区点検、車内空調管理、行先表示機、車内案内表示装置などの各種車載機器を一括して管理するコンピュータシステムである。
JR東日本以外でも、同社の車両をベースに設計・製造された国内外の鉄道事業者の車両が同一のシステムを搭載しており、名称も同じ「TIMS」である。
名古屋鉄道や西日本旅客鉄道（JR西日本）でもTIMSとほぼ同様のシステムを搭載した車両を導入しており、名称はTICS（Train Information Control Systemの略、ティクスと読む）、小田急電鉄はTIOS （Train Information Odakyu management Systemの略、ティオスと読む）、京王電鉄はK-TIMS（Keio-Train Information Management Systemの略、ケイ・ティムスと読む）、西武鉄道はS-TIM（Seibu-Train Integrated Management systemの略、エス・ティムと読む）と異なるものの、システムとしては細部を除きほぼ同じものである。
TIMSの次世代システムとしては、列車内伝送系の国際規格ECN(IEC61375-3-4)に準拠して、伝送路に100メガビット・イーサネットを使用したINTEROSがある。
同様の制御伝送システムは国内では日立製作所、東芝、東洋電機製造などが開発している。

## 概要

### TIMSの前身となるMONについて
国鉄は新幹線962形電車（のちの新幹線200系電車）で車両機器のモニタが行えるMON1形モニタ装置を導入した。在来線では、205系の一部でドア開閉状態や故障状態などが確認できる簡易なモニタ装置を設置し、JR東日本になってからは651系や251系などにディスプレイから様々な情報を確認できる本格的なモニタ装置であるMON3型モニタ装置を導入した。この時点では力行・ブレーキなど制御指令は従来通り引き通し線へのDC100V加圧・非加圧で制御していた。
209系やE217系などに導入されたMON8型制御伝送装置からは、動作状況の監視だけでなく力行・ブレーキ指令など制御指令もシリアル伝送するようになった。また、同システムをループ型にして信頼性の向上・伝送速度向上を図ったものをMON11型としてE653系などに導入した。JR東日本の新幹線車両にも一部仕様変更のうえ導入された。

### MONからTIMSへ
1998年、209系950番台（現・E231系900番台）に引き通し線のオール伝送化を図ったTIMSが初めて導入され、翌年から量産化されたE231系から標準搭載された。
力行・ブレーキ指令はもちろん、車内放送・空調・ドア開閉など、運転・サービスに係るほとんどの指令がTIMSを介して行われる。これにより、機器毎に独立して車両間を配線していた引き通し線は4本のTIMS伝送線に置き換わり、配線の大幅削減による軽量化および製造・メンテナンスコスト削減に大きく寄与した。各機器の動作状況を運転台のモニターで集中監視できるようになり、各車両ごとのブレーキ圧・モーター電流・室温・湿度・空調動作、各ドアの動作状況などが確認できる。ただし非常ブレーキ・直通予備ブレーキなどの重要な指令についてはTIMSを介さず直接引き通し線で指令している。
車両の駆動方法も改良が加えられた。これまでの車両は、力行は数両の電動車を1つの群として、ブレーキは遅れ込め制御を考慮し電動車と隣接する数両の付随車を1つの群としてそれぞれ制御する「ユニット方式」を採用してきた。これらに対しTIMSは、ユニット単位ではなく編成全体として必要な減速力を満たすようブレーキを編成内で最適化調整する考え方を導入した。制御単位が従来の車両毎から台車毎に細分化されたり、他の車両よりも混雑している車両は他の車両よりもブレーキ力を強めるなどの高度な制御が実現したため、ブレーキ制輪子の偏摩耗抑制や、回生ブレーキの効率向上などの省エネにも寄与している。
トポロジは従来のループ型を発展させたラダー型となり、信頼性が向上した。車両間の伝送にはアークネットを、車両内の伝送にはRS-485を採用した。車両間伝送の速度はMON8型の38.4kbpsに対しTIMSは2.5Mbpsと飛躍的に向上し、E233系では伝送速度が10Mbpsまで向上している。在来線車両に限らず、E5系、E6系などの新幹線車両にも、TIMSを基にしたS-TIMSが搭載されている。
なお、TIMS装置は車両の床下や運転室内のラックに設置されており、乗務員室にある「TIMS」と記されたモニタはあくまで表示器である。

## TIMS経由になった指令

### 運転台関連
- 運転台の起動（前部・中間・後部の選択）
- 前後進、運転指令論理作成、制御電源入り指令、高加速・定速制御・リセット・故障車開放、耐雪ブレーキ、EB装置
- 速度計・高圧／低圧電圧計・元溜め／ブレーキシリンダ圧力計（TIMSからの情報を元にメータ表示）
- 運転台各種表示灯（運用・保安）
- キロ程演算・運転操作ナビゲーション機能
- 各種機器の動作記録（非接触型ICカードで読み出し）
- システムの異なる車種への読替装置の起動（他形式車と連結できる車種に搭載）
  - 使用すると一部の機能に制限がある。（例: 連結相手の状態が非表示や操作不可・旧型車に合わせて走行特性が変わる等）
    - 例：E5系（やまびこ）がE3系（つばさ）と連結すると、E5系の走行性能がE2系と同等になる（最高速度が275km/h・起動加速度1.6Km/h/s、傾斜システムが停止する）。E8系（こちらが新システムになる）の場合はE5系のS-TIMSのソフトアップデートでE8系連結機能を追加して最高速度が300km/hになりDS-ATCのデータ変更と傾斜システムが停止する。（製造途中で新システムに変更されているかは出典が未確認）。

※一部のE231系とE531系、及びE233系は速度計・高圧／低圧電圧計・元溜め／ブレーキシリンダ圧力計の表示が液晶ディスプレイ式（グラスコックピット）になっている。

### 主回路関連
- パンタグラフ昇降指令（一部車種のみ。それ以外では引き通し線）
- 高速度遮断器 (HB) 入り許可制御
- 車上試験安全インターロック
- 力行・ブレーキ制御、回生バランス制御

### 補助回路機器
- SIVリセット指令・電源誘導指令
- 空気圧縮機の運転制御
- バッテリ切り指令

### ブレーキ関連
- 編成全体としての電空ブレンディング制御、ATS・ATCのブレーキ不足検知
- 駐車ブレーキ制御

### サービス機器関連
- ドア開閉指令
  - バックアップ回路切替・半自動・一部車両を締め切ってのドア開閉。各ドアの動作状況も表示できる。ホームドア制御器との通信も可能。
- 冷暖房送風一括制御、空調基準温度設定（外気温、各車両の室温・湿度表示が可能）
- 室内灯制御
- 車内放送／乗務員連絡／車内非常通報装置音声データのデジタル伝送、自動放送制御
- 行先・車内案内・運行番号設定（TIMSの設定画面による）
- 車内案内表示装置への運行状況表示（VIS経由による）
- グリーン車Suicaシステムの座席管理装置の制御
- 便所内非常スイッチ操作の表示
- 各車の乗車率演算・表示
- 座席収納指令（6扉車）（6扉車は全廃）

### 検修関連
- 自動出区点検機能
- 車上試験機能
- 試運転操作記録、試運転情報表示機能
- 故障記録機能

## 搭載車種の例
※製造途中や機器更新などにより新システムに変更されている場合もある。

### TIMS
- JR東日本E231系電車[4]
- JR東日本E233系電車[4]（3000番台のみE231系への読替装置あり）
- JR東日本E257系電車[4]
- JR東日本E259系電車[6]
- JR東日本E353系電車
- JR東日本E531系電車[4]
- JR東日本E655系電車[7]
- JR東日本E657系電車
- JR東日本E001形EDC方式車両
- 相鉄10000系電車
- 相鉄11000系電車
- 相鉄12000系電車[8]
- 東京都交通局10-300形電車
- 神戸市交通局6000形電車
- シンガポール地下鉄C751B形電車[9]
- 愛知高速交通100形電車[10]

### S-TIMS
- 新幹線E5系・H5系電車[11][12]（E3系への読替装置あり）
- 新幹線E6系電車（E2系への読替装置あり）
- 新幹線E7系・W7系電車

### TICS
- JR西日本125系電車
- JR西日本521系電車
- 名鉄300系電車・名古屋市交通局7000形電車（共通設計）
- 名鉄3300・3150系電車（読替装置使用で3000系列、9000系列と併結可）
- 名鉄2000系電車（他形式車と連結すると車体傾斜機能は停止。回送・臨時列車のみ）
- 名鉄2200系・2300系電車（2300系は読替装置使用で1700系と組成・読替装置使用で3100系・3150・9100系（2両のみ）と併結可）
- 名鉄4000系電車
- 名鉄9500系・9100系電車
- 名古屋市交通局6050形電車（ATO対応）
- 名古屋市交通局N3000形電車

### TIOS
- 小田急3000形電車 (2代) 3次車以降[13][注釈 1]
- 小田急4000形電車 (2代)
- 小田急50000形電車[14]
- 小田急60000形電車[15]
- 小田急70000形電車[16]

### K-TIMS
- 京王5000系電車[17]

### S-TIM
- 西武30000系電車[18]
- 西武40000系電車
- 西武001系電車[19]

### TSIS(Train Supervision Information System)
- 台北捷運381型電車

### TMS(Train Management System)
- 九広鉄路SP1900形電車
- 北京地下鉄DKZ16型電車[20]